# Huner Saleem

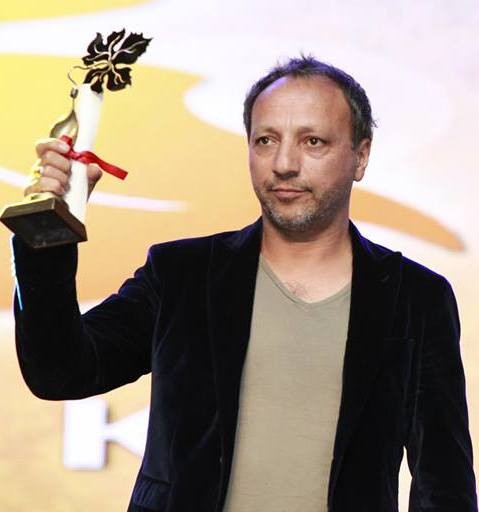
Huner Saleem, 2013

Huner Saleem (arabisch هونر سليم; auch Huner Salim und Hiner Saleem; * 9. März 1964 in Aqra, Irak) ist ein kurdischer Filmregisseur.

## Leben
Geboren wurde er in Aqra im Nordirak. Im Alter von 17 Jahren verließ er den Irak und ging nach Italien. Dort beendete er seine Schule und begann zu studieren. Später ging er nach Frankreich, wo er noch heute lebt.
1992 nach dem zweiten Golfkrieg drehte er im Untergrund einen Film über die Lebensverhältnisse der Kurden. Dieser Film wurde auf dem Filmfestival in Venedig gezeigt. 1998 drehte er seinen ersten Spielfilm mit dem französischen Titel Vive la marie ... et la liberation du Kurdistan, welcher auf dem Internationalen Filmfestival Mannheim-Heidelberg 1998 den Publikumspreis gewann. Sein dritter Film Wodka Lemon (2003) gewann den San Marco Preis beim Filmfestival in Venedig. 2005 bekam er vom französischen Kultusminister Renaud Donnedieu de Vabres den Orden Chevalier des Arts et Lettres.
2005 gab er auch seine Memoiren mit dem Titel My Father's Rifle heraus.
Sein Kinofilm Kilomètre zéro war die erste irakische Filmproduktion nach dem dritten Golfkrieg. Dieser Film genoss deswegen international große Aufmerksamkeit unter anderem auf den Cannes Filmfestival. Sein Film My Sweet Pepperland wurde 2013 bei den Filmfestspielen von Cannes für die Sektion Un Certain Regard ausgewählt.

## Filmographie
1. Vive la mariée... et la libération du Kurdistan (1997)
2. Passeurs de rêves (2000) (Englischer Titel: Beyond Our Dreams)
3. Absolitude (2001) (TV)
4. Wodka Lemon (2003)
5. Kilomètre zéro (2005)
6. Dol – Das Tal der Trommel (2007) (U.a. mit Ciwan Haco und Rojîn Ülker)
7. My Sweet Pepper Land (2013)
8. Tight Dress (2016)

## Bücher
- Das Gewehr meines Vaters. Eine Kindheit in Kurdistan, Piper 2005, ISBN 3-492-24390-8